# 战旗直播
战旗TV，2014年创建，是中国大陆一个以游戏直播为主的视频直播网站。该网站主要以游戏直播为主，也有体育、综艺、娱乐等直播内容。

## 争议
2015年7月，一名女主播游戏结束后试图关掉摄像头转身换衣服，但是摄像头没有关闭，引发上万网友的围观，其后战旗TV将她封杀，主题直播秀的主办游戏三国杀英雄传也将她的游戏帐号注销。

## 诉讼
2016年6月22日，战旗TV官方微博发表声明称，熊猫TV的节目《S**Liar》抄袭战旗TV原创节目《LyingMan》，并向法院诉讼，要求熊猫TV停止侵权行为，停止制作侵权节目，并公开道歉。

## 外部連結
- 战旗TV官方网站 （页面存档备份，存于）